# Auto Pastoril Português
O Auto Pastoril Português é uma peça de teatro de Gil Vicente. Foi representada pela primeira vez no Natal de 1523, em Évora, ao rei João III de Portugal.

## Personagens
| - Vasco Afonso - Catarina - Joane - Fernando | - Madanela - Inês - Margarida - Quatro clérigos |  |

## CantigaQuem é a desposada?
O auto termina com as personagens a cantar uma "chacota":
| Quem é a desposada? A Virgem Sagrada. Quem é a que parira? A Virgem Maria. Em Belém, cidade muito pequenina, vi ũa desposada e Virgem parida. | Em Belém, cidade muito pequenina, vi ũa desposada e Virgem parida. Quem é a desposada? A Virgem Sagrada. Quem é a que parira? A Virgem Maria. | Nũa pobre casa toda reluzia os anjos cantavam o mundo dizia. Quem é a desposada? A Virgem Sagrada. Quem é a que parira? A Virgem Maria. |  |

Esta interessante composição poética chegou aos nossos dias, contudo o mesmo não aconteceu com a sua melodia. O compositor português Frederico de Freitas escreveu música para estes versos em 1971 no seu tríptico vicentino.